# Hrotovice
Hrotovice (též Hrutovice, německy Hrottowitz) jsou město v okrese Třebíč v kraji Vysočina, 18 km jihovýchodně od Třebíče. Žije zde přibližně 1 800 obyvatel.
Sousedními obcemi sídla jsou Valeč, Bačice, Litovany, Slavětice, Rouchovany, Odunec, Dalešice, Krhov a Račice.

## Název
Název vesnice zněl zprvu Hrutovice a byl odvozen od osobního jména Hrut. Původně šlo o označení obyvatel vsi (Hrutovici – "Hrutovi lidé"). Jméno Hrut patřilo některému příslušníkovi rodu označovanému dnes jako Hrutovici vlastnícímu majetky na Znojemsku, Bítovsku a Brněnsku. -o- v první slabice místního jména je nářeční (poprvé doloženo 1522).

## Geografie
Hrotovicemi prochází ze západu na východ silnice II/152 z Jaroměřic nad Rokytnou přes Račice do Slavětic a Dukovan, na východním okraji území obce se kříží se silnicí II/399, která vede ze severu na jih z Třebíče do Rouchovan. Severozápadním směrem ze zastavěného území obce vede silnice do Odunce a ke Dvoru Hubert, severním směrem vede užitková silnice do Valče a silnice do Dalešic s odbočkou k cihelně Kruhovka. Jihozápadním směrem ze zastavěného území obce vede silnice do Bačic, jižně vede užitková silnice k části Nové rybníky a lesní silnice k bývalým Mstěnicím. Část jižní hranice území obce tvoří silnice z Rouchovan do Boříkovského dvora a Přešovic, od Rouchovan také vede užitková silnice do Nových Dvorů. Severně ze zastavěného území obce vede nečíslovaná cyklostezka mezi Hrotovicemi a Valčí, přes území obce vede ze západu na jih a východ cyklostezka 401. Z východu kolem rybníků a pak přes zastavěné území obce a dál jižně z Hrotovic vede zelená turistická stezka směrem k zaniklé vesnici Mstěnice a dál na západ. V jižní části území obce také jsou dvě naučné stezky, první z nich se jmenuje K Novým rybníkům a vede k dvěma rybníkům, druhá leží na jižním okraji území obce a jmenuje se Naučná stezka Hrotovicko.
Část území obce severně od zastavěného území obce a část západně od zastavěného území obce je zemědělsky využívána, malá část zemědělsky využívané půdy je i v okolí Nových Dvorů na jihovýchodním okraji území obce. U severní hranice území obce se nachází les Hrotovické hájky, část území východně a jižně od zastavěného území obce je výrazně zalesněná a poměrně kopcovitá. Na severozápadním okraji zastavěného území obce se nachází areál dřívějšího JZD, na západním okraji se nachází průmyslový areál, další areál se nachází v ulicích Dražka a Hladov. Průmyslový areál je i v areálu někdejší cihelny Kruhovka severně od zastavěného území obce, východně od zastavěného území obce se nachází areál Správy a údržby silnic.
Severozápadně od města se nachází rybník Milačka, kde pramení potok Milačka, na jehož toku se nachází Horní rybník, následně se potok zanořuje do podzemí, ze kterého se vynořuje u autobusového nádraží v Hrotovicích, kde ústí do Dolního Rybníka, následně pokračuje jižně, kde se do něj u Panského Dvorka vlévá nepojmenovaný potok, následně se v Horním novém rybníku vlévá do Rouchovanky (též Mocly). Rouchovanka pramení severně od Lipníka, následně pokračuje k Hrotovicím, kde tvoří severní a východní hranici území obce. Na severozápadě území obce protéká rybníkem Skalka, dvěma nepojmenovanými rybníky, rybníkem Cihelna, posléze teče jižně údolím východně od Hrotovic a protéká Horním a Dolním novým rybníkem. U Horního rybníka se do Rouchovanky vlévá potok Milačka, Rouchovanka nadále protéká údolím a teče okolo zaniklé vesnice Mstěnice přes Mstinký rybník, kde na jihozápadním okraji území obce území opouští. U západní hranice území obce u Račic pramení Račický potok, ten tvoří západní hranici území obce, na jeho toku se nachází Račický rybník, posléze se do Račického potoka vlévá nepojmenovaný potok, Sadní potok a Myslibořický potok. Následně se na Račickém potoku nachází rybníky Malý Chobot, Velký Chobot, Stínský rybník, kde se vlévá potok Bříští, posléze se jižně od Mstěnic vlévá do Rouchovanky. Na jihozápadním okraji území obce pramení potok Bříští, ten následně ústí do Račického potoka.
Území obce je položeno proti ostatním částem okresu Třebíč poměrně nízko, jeho nadmořská výška se pohybuje mezi 350 a 450 metry nad mořem, jižní část je kopcovitá, kdy údolí Rouchovanky dosahuje cca 350 metrů nad mořem, vrcholy kopců nebo roviny nad údolím cca 400 metrů nad mořem. Severně od zastavěného území obce pak je dosažena výška cca 450 metrů nad mořem s několika nepojmenovanými vrcholy s kótami 442 a 447 metrů. Východně od zastavěného území obce se nachází nepojmenovaný vrchol s kótou 410 metrů.
Samotné Hrotovice jsou téměř uprostřed území obce, severovýchodně od Hrotovic je cihelna Kruhovka, na jihovýchodním okraji území obce je samota Nové Dvory a zbytky zaniklé vesnice Mstěnice se zříceninou hradu a tvrzí. Několik set metrů jižně od zastavěného území obce se nachází osada Nové rybníky, na okraji zastavěného území obce se nachází někdejší Panský dvorek. Na jihovýchodním okraji území obce se nachází hájenka Žleb, na severním okraji území obce u silnice II/399 v údolí Rouchovanky se nachází samota.
Jihozápadně od města se nachází Alej ke svatému Floriánu, jižně od města se nachází několik památných stromů, jsou jimi: Duby u Hrotovic, Dub pod hájovnou Panský dvorek, Platan u Panského dvorka, Dub u Hrotovic, Duby v Hrotovicích, Dub u koupaliště, Dub u Rouchovanky, Duby u Rouchovanky, Mstěnická alej, Duby u Mlýnského potoka a Dub u Mocly.

## Historie
V pravěku na území dnešních Hrotovic měly být dvě neolitické osady, není ale známo, jak dlouho existovaly.
První písemná zmínka o obci pochází z roku 1228, kdy bylo v zakládací listině oslavanského kláštera zmíněno jméno sídla Hrotovice v souvislosti s majitelem panství. Zakladatelem a prvním majitelem byl nejspíše Dětřich Theodoricus Hrut, proto Hrutovice či Hrotovice. Později byly Hrotovice zmíněny v roce 1330, kdy v obci existovala fara. Nejstaršími památkami v oblasti Hrotovic jsou hraniční kameny (u křižovatky do Slavětic a u cesty do Rouchovan) vymezující panství křížovnického řádu. Dalšími majiteli měli být Konrád a Bohuš ze Staříče (Stařeč), Mikeš Rulant z Holoubka, Jan z Hardeka, Milota z Křižanova. Dalším majitelem měla být manželka Miloty – Eliška z Lipného, která se po smrti prvního manžela provdala za Oldřicha z Doubravice. Pánům z Doubravice panství patřilo dalších několik století, až ke konci 16. století se novým majitelem stali páni ze Zahrádek.
Po bitvě na Bílé hoře došlo ke konfiskaci majetků pánů ze Zahrádek a v roce 1626 bylo panství prodáno Jiřímu z Náchoda, dále pak i Jiřímu z Widmerů a v roce 1672 majetky koupil pán Ondřej Roden z Hirzenau na Hagendorfě. Tito byli majiteli panství až do roku 1826. Později byli majiteli panství Hubert z Harnouncourtu, Jiří Sina a rodina de Castrics. Později bylo panství odkoupeno majitelem pivovaru Antonem Drehem, který přesunul sídlo a kanceláře pivovaru do místního zámku.
V roce 1789 byla ve vesnici zřízena škola, roku 1821 se lidé z Hrotovic zúčastnili selského povstání a v roce 1825 proběhl ve vesnici požár a Hrotovice byly prodány hraběti Hubertovi z Harnouncourtu. Ten nechal upravit zámek do dnešní podoby, ale později byl zámek prodán Jiřímu Sinovi. Roku 1848 byla zrušena povinnost roboty a Hrotovice se staly střediskovou obcí a v roce 1850 byl ve vsi zřízen okresní soud, berní úřad, finanční stráž a pošta. Roku 1851 pak byla v Hrotovicích zřízena i stanice četníků. Roku 1882 byly Hrotovice, Myslibořice, Krhov, Dalešice, Valeč a Slavětice prodány Antonu Dreherovi. Roku 1875 byla v Hrotovicích zřízena parní pila, roku 1891 kruhová cihelna a v letech 1886 a 1906 lihovary. V roce 1881 došlo k povýšení na městys.
Během první světové války bylo do války odvedeno 340 mužů z městyse, po válce bylo zjištěno, že jich během válečných let 54 zemřelo. Po roce 1918 byla vysazena lípa svobody. Roku 1919 byla zprovozněna autobusová doprava mezi Hrotovicemi, Jaroměřicemi nad Rokytnou a Moravským Krumlovem. Roku 1928 bylo také v Hrotovicích otevřeno kino. V roce 1934 byl v městysi postaven válcový mlýn a v roce 1938 byl odhalen památník padlým občanům v první světové válce. Od roku 1938 byly Hrotovice opět okresním městem, v tu dobu byl Moravský Krumlov i Znojmo odstoupeny Německu. Vznikl soudní okres Hrotovice a hned roku 1939 bylo v Hrotovicích založeno odbojové hnutí a následně pak v městě působily organizace Obrana národa, Horácko I nebo Lenka-jih. Při vítání Rudé armády 8. května 1945 ve 12:33 byly omylem shozeny letectvem Rudé armády tři pumy (jedna dopadla na hrotovické náměstí). Zahynulo přitom 114 hrotovických občanů a 36 vojáků Rudé armády.
V roce 1947 byl odhalen pomník obětem výbuchů bomby v květnu roku 1945. V roce 1948 pak po správních reformách zanikl soudní okres Hrotovice a Hrotovice byly začleněny do okresu Třebíč. V sedmdesátých letech byl postaven památník F. B. Zvěřiny a následně se roku 1975 staly Hrotovice tzv. střediskovou obcí a byly pod ně začleněny Bačice, Krhov, Odunec, Račice, Slavětice, Udeřice, a Zárubice. V roce 1989 vzniklo v Hrotovicích Občanské fórum a po roce 1989 se postupně osamostatnily dříve začleněné obce.
V roce 2021 bylo rekonstruováno sportovní hřiště ve městě, v roce 2023 by se měl stavět nový společenský dům. Sportovní hřiště by mělo sloužit veřejnosti, ale primárně místní základní škole.
Dne 1. července 1994 byla obec Parlamentem České republiky povýšena na město. V roce 2010 se obec zúčastnila soutěže Obec přátelská rodině a v kategorii obcí mezi 501–2000 obyvateli se umístila jako druhá.
Do roku 1849 patřily Hrotovice do hrotovického panství, od roku 1850 patřily do okresu Moravský Krumlov, pak mezi lety 1942 a 1945 do okresu Moravské Budějovice a posléze do okresu Třebíč.

### Znak a prapor
Znak používá prvky staré venkovské pečeti, na které byla radlice a snop jako symboly zemědělství, které před rokem 1850 bylo hlavním zaměstnáním obyvatel. Na znaku, který byl městu společně s praporem udělen městu 13. června 1995 usnesením číslo 56 předsedy Poslanecké sněmovny byla zvolena jako hlavní figura věž, symbol vrchnosti Zahrádeckých ze Zahrádek, kteří vybudovali zdejší zámek.
Popis znaku: V modrém štítu stříbrná věž s proraženou branou, dvěma okny nad sebou a červenou valbovou střechou, provázená dvěma dole překříženými zlatými obilními klasy. V patě štítu jsou tři stříbrné vlnité pruhy.
Popis praporu: Modrý list s vodorovným pruhem o šířce 1:20 šířky listu, vzdáleným 1:5 od horního okraje listu. Ve středu zbývajícího dalšího modrého pole jsou tři bílé vlnité pruhy o jednom vrcholu a jedné prohlubni. Pruhy i mezery mezi pruhy jsou široké 1:20 šířky listu. Poměr šířky k délce listu je 2:3.

### Vývoj počtu obyvatel
| Rok            | 1869 | 1880  | 1890  | 1900  | 1910  | 1921  | 1930  | 1950  | 1961  | 1970  | 1980  | 1991  | 2001  | 2011  | 2021  |
| -------------- | ---- | ----- | ----- | ----- | ----- | ----- | ----- | ----- | ----- | ----- | ----- | ----- | ----- | ----- | ----- |
| Počet obyvatel | 962  | 1 052 | 1 192 | 1 239 | 1 333 | 1 429 | 1 500 | 1 332 | 1 430 | 1 398 | 1 532 | 1 581 | 1 796 | 1 796 | 1 729 |
| Počet domů     | 137  | 147   | 152   | 188   | 214   | 227   | 270   | 347   | 343   | 342   | 374   | 459   | 487   | 509   | 565   |

## Politika
V letech 2006–2010 působil jako starosta Antonín Mlynář, od roku 2010 tuto funkci zastává Mgr. Hana Škodová.

### Volby do Poslanecké sněmovny
|       | 2006                 | 2010                 | 2013                 | 2017                 | 2021                  |
| ----- | -------------------- | -------------------- | -------------------- | -------------------- | --------------------- |
| 1.    | ČSSD (35,8 %)        | ČSSD (24,27 %)       | ČSSD (23,38 %)       | ANO (27,37 %)        | ANO (30,65 %)         |
| 2.    | ODS (25,84 %)        | KSČM (17,73 %)       | KSČM (20,44 %)       | KSČM (13,27 %)       | SPOLU (23,48 %)       |
| 3.    | KSČM (18,42 %)       | ODS (15,63 %)        | ANO 2011 (14,1 %)    | ČSSD (12,45 %)       | Piráti+STAN (13,45 %) |
| účast | 62,66 % (866 z 1382) | 60,80 % (864 z 1421) | 61,37 % (866 z 1411) | 59,92 % (858 z 1432) | 64,14 % (912 z 1422)  |

### Volby do krajského zastupitelstva
|      | 1.             | 2.                      | 3.                 | účast                |
| ---- | -------------- | ----------------------- | ------------------ | -------------------- |
| 2000 | SNK (37,71 %)  | KSČM (18,97 %)          | 4KOALICE (16,78 %) | 31,68 % (430 z 1357) |
| 2004 | ODS (29,57 %)  | KDU-ČSL (23,47 %)       | KSČM (22,25 %)     | 24,11 % (330 z 1369) |
| 2008 | ČSSD (42,74 %) | ODS (16,63 %)           | KSČM (14,31 %)     | 37,4 % (521 z 1393)  |
| 2012 | KSČM (27,2 %)  | ČSSD (25,6 %)           | KDU-ČSL (14,2 %)   | 37,63 % (534 z 1419) |
| 2016 | ČSSD (21,7 %)  | KDU-ČSL (15,43 %)       | KSČM (15,21 %)     | 31,37 % (453 z 1444) |
| 2020 | ANO (23,55 %)  | STAN+SNK ED (17,11 %)   | Piráti (14,88 %)   | 31,67 % (457 z 1443) |
| 2024 | ANO (37,3 %)   | ODS+TOP 09+STO (12,8 %) | KDU-ČSL (12,36 %)  | 32,07 % (456 z 1425) |

### Prezidentské volby
V prvním kole prezidentských voleb v roce 2013 první místo obsadil Miloš Zeman (259 hlasů), druhé místo obsadil Jan Fischer (180 hlasů) a třetí místo obsadil Jiří Dienstbier (128 hlasů). Volební účast byla 63,45 %, tj. 889 ze 1401 oprávněných voličů. V druhém kole prezidentských voleb v roce 2013 první místo obsadil Miloš Zeman (604 hlasů) a druhé místo obsadil Karel Schwarzenberg (311 hlasů). Volební účast byla 64,81 %, tj. 919 ze 1418 oprávněných voličů.
V prvním kole prezidentských voleb v roce 2018 první místo obsadil Miloš Zeman (405 hlasů), druhé místo obsadil Jiří Drahoš (192 hlasů) a třetí místo obsadil Pavel Fischer (138 hlasů). Volební účast byla 64,57 %, tj. 922 ze 1428 oprávněných voličů. V druhém kole prezidentských voleb v roce 2018 první místo obsadil Miloš Zeman (568 hlasů) a druhé místo obsadil Jiří Drahoš (397 hlasů). Volební účast byla 68,22 %, tj. 966 ze 1416 oprávněných voličů.
V prvním kole prezidentských voleb v roce 2023 první místo obsadil Andrej Babiš (373 hlasů), druhé místo obsadil Petr Pavel (268 hlasů) a třetí místo obsadila Danuše Nerudová (148 hlasů). Volební účast byla 69,99 %, tj. 982 ze 1403 oprávněných voličů. V druhém kole prezidentských voleb v roce 2023 první místo obsadil Petr Pavel (529 hlasů) a druhé místo obsadil Andrej Babiš (448 hlasů). Volební účast byla 69,61 %, tj. 985 ze 1415 oprávněných voličů.

## Pamětihodnosti
- Zámek Hrotovice – čtyřkřídlý renesanční zámek, přestavěný v 16. století z gotické tvrze, v 18. století přestavěn do barokní podoby.
- Památník Františka Bohumíra Zvěřiny – rodný dům malíře Františka Bohumíra Zvěřiny na Náměstí 8. května čp. 2
- Kostel svatého Vavřince – kostel z 13. století
- Nedaleko od Hrotovic (asi 3 km jihovýchodně) se nalézá areál zaniklé vsi Mstěnice
- Naučná stezka Hrotovicko – naučná stezka mezi Hrotovicemi a Rouchovany
- K Novým rybníkům – naučná stezka vedoucí z Hrotovic k tzv. Novým rybníkům

## Osobnosti
- František Adamec (1866–1946), kněz působicí v obci
- Jaroslav Dobrovolný (1879–1937), pedagog
- Jan Dolník (1883–1926), mechanik a výrobce hospodářských strojů
- Danica Fürlová-Votavová (* 1911), gymnastka a pedagožka
- Bohuslav Hrudička (1904–1942), učitel v Hrotovicích, narozen v Třešti, zemřel v Mauthausenu
- Stanislav Chládek (* 1937), chemik, kanoista a badatel
- Karel Chrást (1880–1946), fotograf, obchodník
- Emil Václav Javůrek (1878–1936), notář
- Václav Karel Javůrek (1883–1953), advokát
- Milena Judová (* 1944), knihovnice
- Antonín Klimánek (* 1927), veterinář
- Pavel Kováčik (* 1955), poslanec PSP ČR, zastupitel
- Ladislav Lohniský (1906–1942), odbojář, oběť heydrichiády
- Leopold Lohniský (1913–1942), právník, oběť heydrichiády
- Jindřich Nehera (* 1949), poslanec PSP ČR, zastupitel
- Josef Orel (1906–1945), lékař
- Karel Picmaus (* 1919), právník a pedagog
- Silvestr Prát (1895–1990), botanik, místní rodák[31]
- Aleš Rejthar (1938–2015), lékař
- Páni z Rožmitálu – rod, který žil v Hrotovicích
- Páni z Doubravice – rod, který žil v Hrotovicích
- Aleš Sigmund (1944–2018), kytarista a hudební skladatel
- Bronislav Vala (1958–2022), podnikatel
- Jindřich Vácha (1872–1954), český právník a soudní rada
- Helena Vojtová (1915–1983), lékařka a mikrobioložka
- Antonín Votava (1881–1954), pedagog
- František Bohumír Zvěřina (1835–1908), akademický malíř[32]

## Čestní občané
Městys a později město uděluje udělilo čestné občanství následujícím osobám:
- Tomáš Garrigue Masaryk, uděleno 1918 (1. prezident ČSR)
- Alois Jirásek, uděleno 1918 (spisovatel)
- Karel Kramář, uděleno 1918 (1. předseda vlády ČSR)
- Gustav Habrman, uděleno 1918 (ministr vlády ČSR)
- Václav Klofáč, uděleno 1918 (ministr vlády ČSR)
- Josef Kuchařík, uděleno 1918 (poslanec zemského sněmu z Odunce za hrotovický, náměšťský a budějovický okres)
- Karel Bázner, uděleno 1934 (starosta městyse Hrotovic)
- Tomáš Garrigue Masaryk, uděleno 1935 (odstupující 1. president ČSR)
- Edvard Beneš, uděleno 1938 (2. prezident ČSR)
- Georgij Ivanovič Sacharov – in memoriam, uděleno 1970 (velitel 208. brigády Rudé armády)
- Inna Semjonovna Sacharovová, uděleno 1975 (manželka osvoboditele Hrotovic)
- Milan Uhde, uděleno 1995 (předseda Parlamentu ČR )
- Vladimír Nekuda, uděleno 2002 (archeolog)

## Galerie

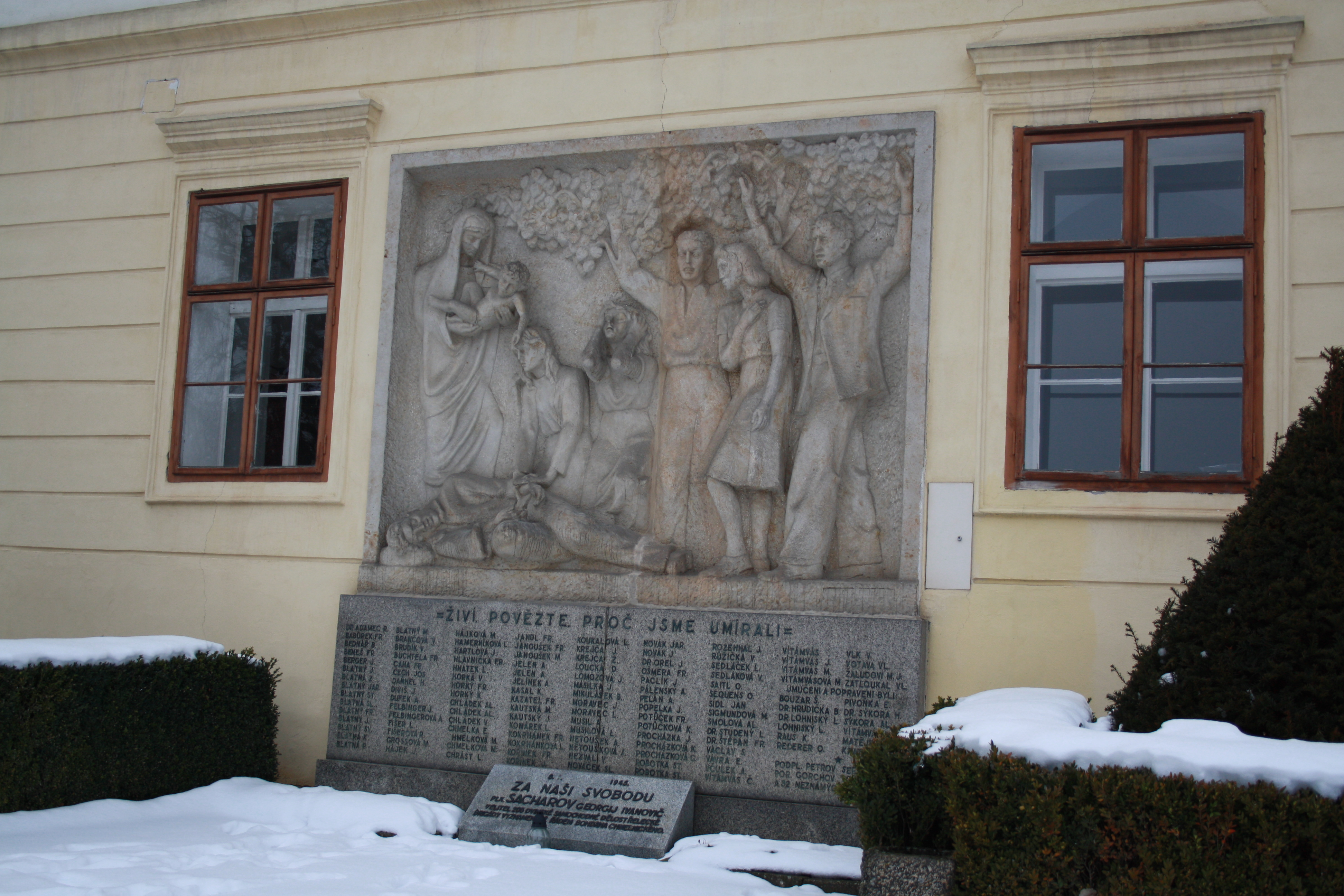
Pomník padlým ve druhé světové válce
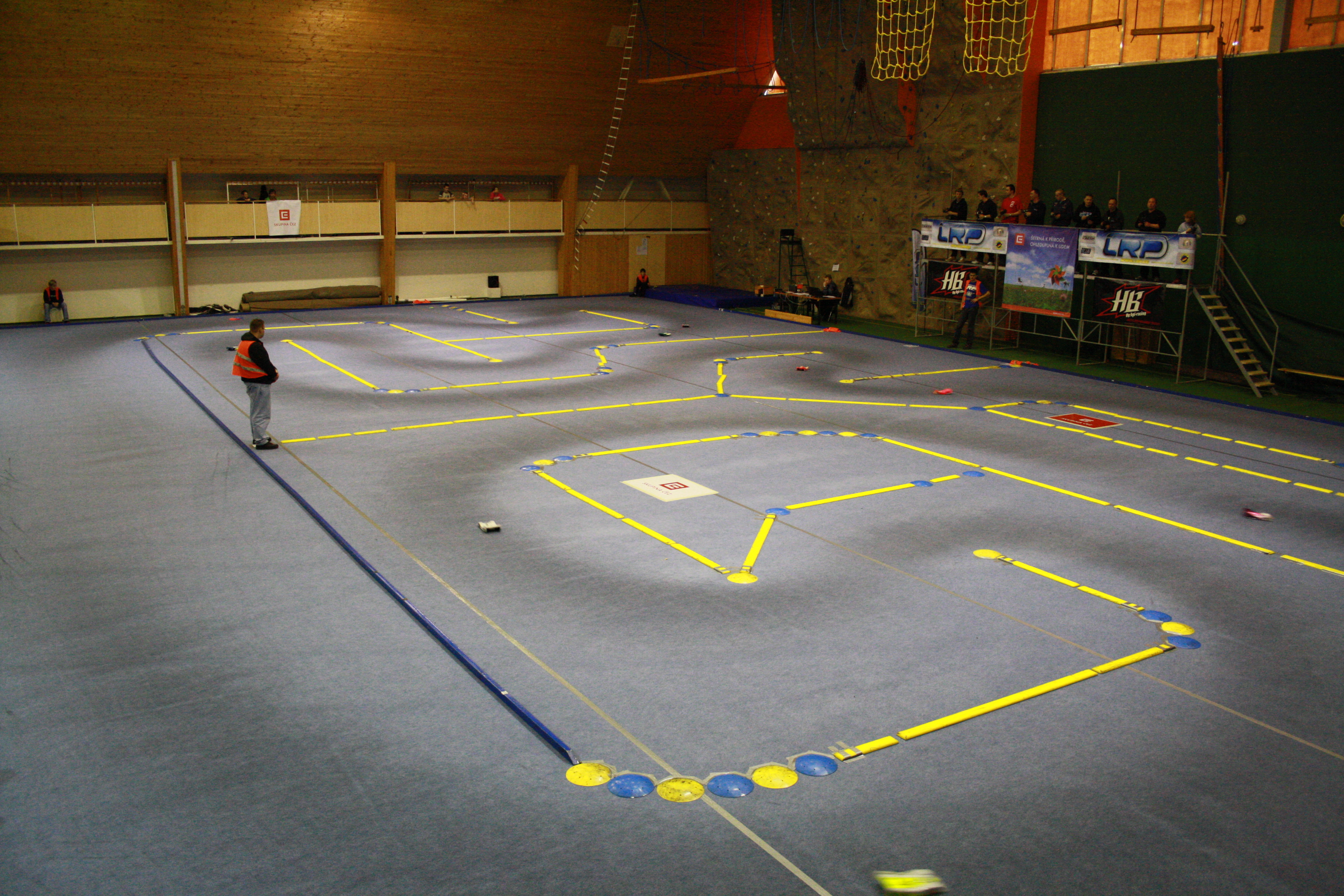
Závody rádiových modelů ve Sport V hotelu
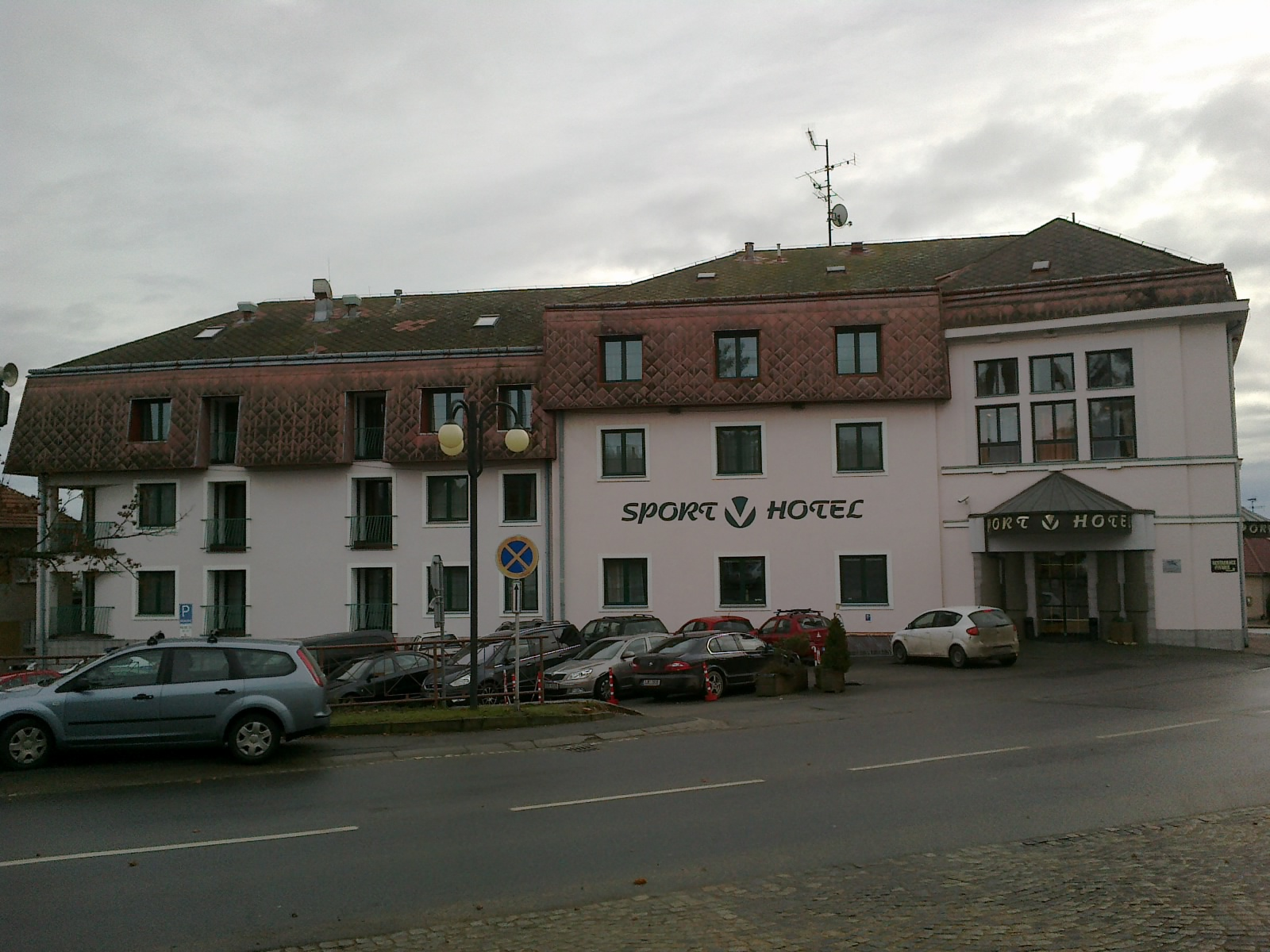
Sport V hotel v Hrotovicích